# William Bradford Shockley
William Bradford Shockley (Londra, 13 febbraio 1910 – Stanford, 12 agosto 1989) è stato un fisico statunitense.
Assieme a John Bardeen e Walter Houser Brattain fu insignito, nel 1956, del Premio Nobel per la fisica per "le loro ricerche sui semiconduttori e la scoperta dell'effetto transistor".
L'esperimento di Haynes e Shockley, che dimostrò la possibilità di iniettare lacune in una barretta di germanio mediante un contatto a punta, misurandone mobilità e vita media, fu il precursore del primo "transistor a filamento" e diede il via alla moderna elettronica dei semiconduttori.
Gli sforzi intrapresi da Shockley per commercializzare un nuovo design di transistor negli anni cinquanta e sessanta portarono alla creazione della Silicon Valley in California, che sarebbe così divenuta uno dei centri nevralgici per lo sviluppo dei dispositivi a semiconduttore.

## Biografia
Shockley nacque a Londra da genitori americani; quando aveva tre anni, si trasferirono negli Stati Uniti, a Palo Alto in California, cittadina da cui provenivano i suoi genitori. Suo padre, William Hillman Shockley, era un ingegnere minerario che lavorava nel settore della compravendita di miniere e sapeva parlare otto lingue. Sua madre, Mary Bradford, era cresciuta nell'ovest degli Stati Uniti e si era laureata all'Università di Stanford, divenendo poi la prima donna americana a rivestire il ruolo di vice ispettore minerario. Shockley si laureò in fisica nel 1932 al California Institute of Technology e ottenne poi il dottorato di ricerca nel 1936 al Massachusetts Institute of Technology, avendo come professore referente John Slater.

### L'inizio di carriera
Dopo il dottorato, Shockley si unì ad un gruppo di ricerca guidato da Clinton Davisson ai Bell Laboratories, nel New Jersey. Nei successivi cinque anni, pubblicò diversi articoli fondamentali nell'ambito della fisica dello stato solido sulla rivista Physical Review. Nel 1938, registrò inoltre il suo primo brevetto, il "Dispositivo di scarica elettronica" (Electron Discharge Device), riguardante gli elettromoltiplicatori.
Quando scoppiò la seconda guerra mondiale, Shockley venne coinvolto nella ricerca sulla tecnologia radar a Manhattan, New York, sempre per conto dei Laboratori Bell. Nel maggio del 1942, lasciò la compagnia di Bell e divenne direttore di ricerca del Gruppo per le Operazioni di Guerra Antisommergibili, alla Columbia University. Tale gruppo ideò metodi per contrastare le tattiche dei sottomarini, in particolare quelli tedeschi, migliorando le tecniche evasive dei convogli marittimi, ottimizzando i modelli delle cariche di profondità e altro ancora. Questi progetti richiesero frequenti viaggi al Pentagono e in generale a Washington, dove Shockley incontrò molti alti ufficiali sia dell'Esercito americano che del governo. Nel 1944, organizzò un programma d'addestramento per i piloti di B-29 sull'uso del mirino radar per i bombardamenti e, sul finire dello stesso anno, iniziò un viaggio di tre mesi dirigendosi in basi aeree in tutto il mondo per valutarne i risultati. Per tale progetto, il Segretario alla Guerra Robert Porter Patterson gli conferì la Medaglia al Merito (Medal of Merit), il 17 ottobre 1946.
Nel luglio 1945, il Dipartimento della guerra degli Stati Uniti chiese a Shockley di stilare un rapporto sul probabile numero di vittime in un'eventuale invasione del territorio nazionale giapponese. Le conclusioni di Shockley furono: «Se gli studi dimostrano che il comportamento delle nazioni, in tutti i casi storici comparabili al Giappone, è di fatto rimasto invariabilmente consistente con il comportamento delle truppe in battaglia, allora ciò significa che i morti giapponesi e gli infermi nel momento della sconfitta supereranno il corrispondente numero per i tedeschi. In altre parole, dovremo probabilmente uccidere almeno da 5 a 10 milioni di giapponesi. Questo ci costerebbe da 1,7 a 4 milioni di vittime inclusi dai 400 agli 800 mila morti.» Questo rapporto influenzò la decisione degli Stati Uniti di sganciare le bombe atomiche su Hiroshima e Nagasaki, portando così alla resa incondizionata del Giappone.
Shockley fu il primo fisico a proporre l'uso della distribuzione lognormale per definire i modelli dei processi di creazione negli articoli di ricerca scientifica.

### Lo sviluppo del transistor
Nel 1945, poco dopo il termine del conflitto, i Laboratori Bell formarono un gruppo di ricerca sulla fisica dello stato solido, guidato dallo stesso Shockley e dal chimico Stanley Morgan, e che includeva John Bardeen, Walter Houser Brattain, il fisico Gerald Pearson, il chimico Robert Gibney, l'esperto di elettronica Hilbert Moore e diversi tecnici. Il loro compito era di cercare un'alternativa in stato solido dell'amplificatore tubo a vuoto, realizzato in vetro fragile. Il loro primo tentativo si basò sull'idea di Shockley di utilizzare un campo elettrico esterno su un materiale semiconduttore per modificarne la conduttività elettrica. Gli esperimenti però fallirono continuamente con ogni sorta di materiale e configurazione. Il gruppo si trovò così ad un punto morto, finché Bardeen non suggerì una teoria che riguardo agli stati energetici superficiali degli elettroni e che impediva al campo elettrico di penetrare nel semiconduttore. Si concentrarono così nello studiare questi stati superficiali e si incontrarono quasi giornalmente per discutere i risultati e scambiarsi idee.
Nell'inverno del 1946 avevano sufficienti risultati e quindi Bardeen poté firmare un articolo sugli stati superficiali apparso nella rivista Physical Review. Brattain iniziò degli esperimenti per studiare questi stati energetici superficiali attraverso osservazioni effettuate mentre il semiconduttore veniva illuminato dalla luce. Ciò portò ad altri articoli, di cui uno venne firmato anche da Shockley, che stimavano la densità di stati superficiali in quantità superiore a quella necessaria a spiegare i loro fallimenti iniziali. Il ritmo del lavoro crebbe ulteriormente quanto iniziarono a coprire i punti di contatto tra il semiconduttore e i fili elettrici con degli elettroliti. Moore realizzò un circuito che permise loro di variare facilmente la frequenza dei segnali elettrici in ingresso e, infine, iniziarono a avere qualche prova di un'amplificazione di potenza quando Pearson, agendo su consiglio di Shockley, applicò una tensione elettrica ad una goccia di glicole borato posizionata tra una giunzione p-n.

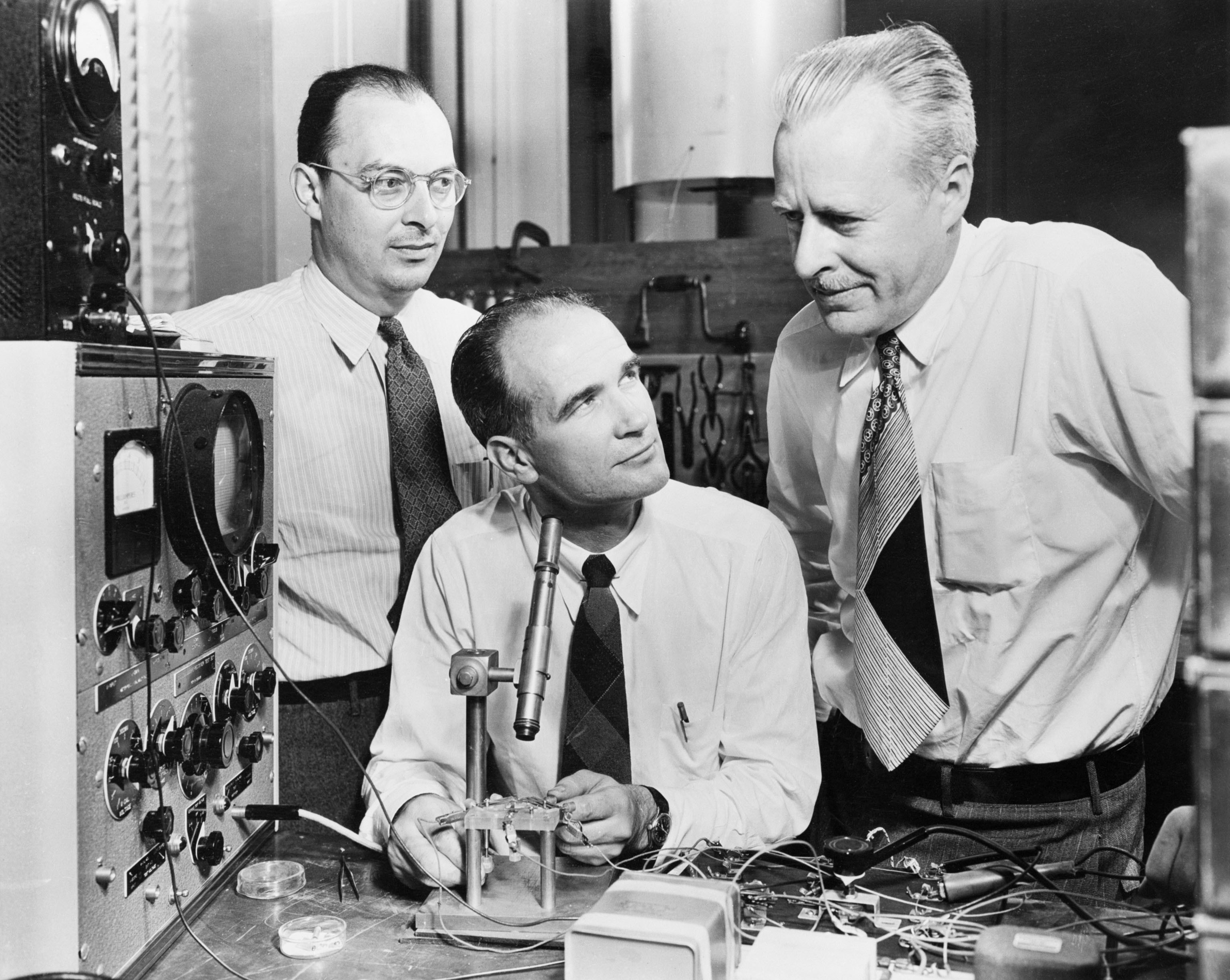
John Bardeen, William Shockley e Walter Brattain ai Bell Labs, nel 1948.

Gli avvocati dei Laboratori Bell presto scoprirono che il principio dell'effetto di campo scoperto da Shockley era stato anticipato e realizzato seguendo un brevetto del 1930 di Julius Edgar Lilienfeld, che registrò il suo dispositivo simile ad un MESFET già dapprima in Canada, il 22 ottobre 1925. Anche se il dispositivo brevettato sembrava non funzionare, gli avvocati basarono le applicazioni di uno dei quattro brevetti esclusivamente sul progetto del punto di contatto ideato da Bardeen e Brattain. Gli altri tre brevetti coprivano il transistor a base di elettroliti e avevano Bardeen, Gibney e Brattain come inventori. Il nome di Shockley non apparve in nessuno di essi e ciò lo fece infuriare, poiché riteneva che il suo lavoro fosse alla base dell'idea dell'effetto di campo. Tentò pure di ottenere che il brevetto avesse riportato solo il suo nome e informò delle sue intenzioni sia Bardeen che Brattain.
Shockley continuò segretamente il suo lavoro per realizzare un differente tipo di transistor, basato sulle giunzioni invece che su contatti puntiforme, aspettandosi che questo tipo di contatto fosse migliore per la commercializzazione. Il transistor a contatto puntiforme, egli credeva, si sarebbe infatti dimostrato fragile e difficile da costruire. Shockley era inoltre insoddisfatto di certe parti della spiegazione su come quel tipo di transistor funzionasse e così concepì la possibilità che vi fosse un'iniezione nel semiconduttore di portatori minoritari di carica elettrica. Il 13 febbraio 1948, un altro membro del gruppo, John N. Shive, realizzò un transistor con contatti in bronzo su un sottile cuneo di germanio, provando che le lacune elettroniche possono diffondersi all'interno del materiale non solo lungo la sua superficie come precedentemente si pensava.
L'invenzione di Shive fu come una scintilla per il transistor a giunzione che Shockley stava ideando. Qualche mese dopo, portò a termine un intero nuovo tipo di transistor, molto più robusto, con una struttura a strati. Tale struttura venne poi usata per la maggioranza dei transistor in tutti gli anni '60, divenendo il transistor a giunzione bipolare. Shockley in seguito ammise che il lavoro del gruppo fu "un misto tra cooperazione e competizione" e che aveva tenuto parte del suo lavoro segreto finché la scoperta di Shive nel 1948 non gli "forzò la mano". Shockley lavorò poi ad una più completa descrizione di ciò che lui chiamava "transistor sandwich" e una prima dimostrazione del principio di funzionamento si ebbe il 7 aprile 1949.
Nel frattempo, Shockley lavorò anche alla sua opera Electrons and Holes in Semiconductors with Applications to Transistor Electronics ("Elettroni e lacune nei semiconduttori con applicazioni all'elettronica dei transistor"), pubblicata nel 1950. Il tomo includeva le sue idee sulla deriva e diffusione dei portatori di carica, le equazioni differenziali che governano il flusso di elettroni in un cristallo a stato solido e le equazione del diodo ideale di Shockley. Quest'opera diverrà il testo di riferimento per gli scienziati che cercheranno di sviluppare e migliorare nuove varianti del transistor e di altri dispositivi realizzati con materiali semiconduttori.
L'invenzione del transistor a giunzione bipolare venne infine resa pubblica in una conferenza stampa il 4 luglio 1951. Quello stesso anno, venne eletto all'Accademia nazionale delle scienze a soli quarantuno anni. Due anni dopo, viene scelto come destinatario del prestigioso Premio Costmock per la Fisica e, in seguito, di altri premi e onorificenze.
La crescente pubblicità generata dall'invenzione del transistor, portò Shockley alla fama, a discapito di Bardeen e Brattain. I dirigenti dei Laboratori Bell, tuttavia, continuarono a presentare tutti e tre gli inventori assieme, come una squadra. Anche se Shockley stesso correggeva le affermazioni dei giornalisti quando gli accreditavano il merito unico per l'invenzione, alla fine fece estromettere Bardeen e Brattain, bloccando loro ogni possibilità di lavorare sul transistor a giunzione. Bardeen cominciò quindi a sviluppare una teoria sulla superconduttività e lasciò i Laboratori Bell nel 1951. Brattain si rifiutò di lavorare ancora con Shockley e venne assegnato ad un altro gruppo. Né Bardeen né Brattain ebbero più a che fare con lo sviluppo del transistor dopo il primo anno dalla sua invenzione.

### Il ritorno in California
Nel 1956, Shockley si spostò dal New Jersey a Mountain View, in California, dove fondò la Shockley Semiconductor Laboratory, potendo stare così più vicino alla madre malata a Palo Alto. La compagnia, una branca della Beckman Instruments, fu la prima a lavorare su dispositivi elettronici, usando il silicio come semiconduttore, nell'area che diverrà nota come Silicon Valley.
Il "suo metodo" aziendale potrebbe essere in generale riassunto come prepotente e sempre più paranoico. In un incidente divenuto poi noto, affermò che un taglio al pollice di una segretaria fosse il risultato di un atto malevolo e fece eseguire dei test alla macchina della verità per scoprire il colpevole quando, in realtà, la segretaria aveva semplicemente afferrato una maniglia di una porta che aveva un chiodo esposto, con lo scopo di appendervi delle note cartacee. Dopo aver ricevuto il Premio Nobel nel 1956, il suo comportamento cambiò, come dimostrò il suo stile gestionale, sempre più autocratico, erratico e difficile da soddisfare.
Alla fine del 1957, otto ricercatori di Shockley, che divennero noti come gli "Otto Traditori", diedero le dimissioni dalla società, dopo che Shockely decise di non continuare la ricerca sui semiconduttori a base di silicio. Gli otto fondarono poi la Fairchild Semiconductor e furono una perdita da cui l'azienda di Shockley non si riprese più. Nei vent'anni successivi, più di sessantacinque nuove imprese finirono per avere impiegati riconducibili in passato alla Fairchild.
Un gruppo di circa trenta colleghi che si erano incontrati più volte dal 1956, si incontrarono nuovamente alla Stanford University nel 2002 per ricordare i tempi passati, in cui Shockley era al centro della rivoluzione tecnologia dell'informazione. L'organizzatore di questo gruppo ebbe a dire che "Shockley è l'uomo che ha portato il silicio nella Silicon Valley".

### Vita personale
Mentre era ancora uno studente, Shockley sposò Jean Bailey all'età di ventitré anni, nell'agosto 1933. Nel marzo 1934, la coppia ebbe una bambina, Alison. Nel frattempo divenne un ottimo scalatore, salendo spesso in cima al Shawangunks, nella valle del fiume Hudson, dove per primo affrontò una salita attraverso una sporgenza, nota oggi come la "punta di Shockley". Shockley divenne popolare anche come speaker, conferenziere e mago amatoriale. Una volta, produsse "magicamente" un bouquet di rose alla fine del suo discorso di fronte all'American Physical Society. Da giovane era noto anche per le sue battute sofisticate.
Shockley donò il suo sperma alla Repository for Germinal Choice ("Deposito per la scelta germinale"), una banca del seme fondata dal genetista Robert Klark Graham nella speranza di diffondere i migliori geni dell'umanità. La banca, chiamata dai media "la banca del seme dei premi Nobel", affermava di avere tra i propri donatori tre premi Nobel, anche se Shockley è stato l'unico di essi ad aver reso pubblica la donazione. Tuttavia, le visioni controverse di Shockley portarono alla Repository for Germinal Choice una certa notorietà e potrebbe aver scoraggiato altri premi Nobel a donarle il proprio seme.
Quando Shockley lasciò la Shockley Semiconductor, iniziò a lavorare per l'Università di Stanford dove, nel 1963, ricevette l'incarico di professore di ingegneria e scienza applicata, che era stato di Alexander M. Poniatoff, e che mantenne fino al pensionamento nel 1975.

### Morte
Shockley morì di cancro alla prostata nel 1989, all'età di 79 anni. All'epoca della sua morte, era quasi diventato un estraneo per la maggior parte dei suoi amici e familiari, ad eccezione per la sua seconda moglie, Emmy Lanning. I suoi figli pare abbiano saputo della sua morte leggendo la notizia sui quotidiani. Shockley è sepolto nell'Alta Mesa Memorial Park, un cimitero a Palo Alto, California.

## Controversie
In età avanzata, Shockley si interessò a scrivere sempre più riguardo a questioni come la razza, l'intelletto e l'eugenetica. Riteneva che questi temi fossero importanti per il futuro genetico della specie umana e cominciò a definire i suoi scritti come i più importanti della sua carriera, anche se danneggiavano la sua reputazione. Shockley argomentò che un tasso di riproduzione più alto tra le persone meno intelligenti avrebbe portato ad un effetto disgenico che avrebbe portato ad un calo dell'intelligenza media e, infine, ad un declino della civilizzazione.
Riguardo alle differenze razziali, era solito usare una frase come la seguente, usata in un dibattito pubblico: «Le mie ricerche mi portano inevitabilmente all'idea che la causa principale dei deficit intellettivi e sociali dei neri americani è ereditaria e di origine genetica razziale e quindi non rimediabile in misura maggiore da miglioramenti pratici nell'ambiente.» Gli articoli pubblicati da Shockley su questi argomenti erano parzialmente basati sugli scritti dello psicologo Cyril Burt e sovvenzionati dal Pioneer Fund ("Fondo pionieristico"). Shockley propose inoltre che gli individui con quoziente d'intelligenza al di sotto di 100 avrebbero dovuto essere pagati per andare volontariamente a farsi sterilizzare.
L'antropologo Roger Pearson, i cui scritti sono basati su un approccio evoluzionistico e razziale, difese Shockley in un libro auto-pubblicato, di cui Shockley stesso era uno dei coautori. Il professor Edgar G. Epps, dell'Università del Wisconsin-Milwaukee, affermò che "la posizione di William Shockley lo porta ad un'interpretazione razzista".
Nel 1981 Shockley sporse una denuncia per diffamazione contro il quotidiano Atlanta Constitution poiché un suo giornalista scientifico, Roger Witherspoon, comparò le sue affermazioni sul programma di sterilizzazione volontaria agli esperimenti dei nazisti sugli ebrei. La denuncia impiegò tre anni per arrivare al processo, dove Shockley vinse la causa ma ricevette un solo dollaro come risarcimento.
Il biografo di Shockley, Joel Shurkin, un redattore scrittore scientifico che in quegli anni lavorava all'Università di Stanford, riassume il verdetto dicendo che Shockley era stato effettivamente diffamato, ma che la sua reputazione all'epoca del verdetto era già compromessa e non ne aveva quindi risentito più di tanto.
Shockley registrava le sue conversazioni telefoniche con i giornalisti e poi inviava loro le trascrizioni per posta raccomandata. Ad un certo punto, pensò di sottoporli a un semplice questionario sul suo lavoro prima di iniziare a discuterne con loro. La sua abitudine di archiviare tutte le sue carte, persino le liste della lavanderia, ha lasciato un'abbondante documentazione per i suoi biografi.